# Nicolas Browne-Wilkinson, Baron Browne-Wilkinson
Nicolas Christopher Henry Browne-Wilkinson, Baron Browne-Wilkinson, PC (* 30. März 1930; † 25. Juli 2018) war ein britischer Richter. Er war von 1998 bis 2000 Senior Lord of Appeal in Ordinary, Vorsitzender (Head) des Privy Council und Vizekanzler (Vice-Chancellor) des High Court.

## Leben und Karriere
Browne-Wilkinson, Sohn von Rev. Canon Arthur Rupert Browne-Wilkinson (1889–1961) und Mary Theresa Caroline Abraham, besuchte das Lancing College und das Magdalen College.
1953 wurde er von der Anwaltskammer Lincoln’s Inn als Barrister zugelassen und 1972 wurde er Kronanwalt. Von 1976 bis 1977 war er Richter an Court of Appeal von Jersey & Guernsey. Ab 1977 war er Vorsitzender Richter (Bencher) beim Lincoln’s Inn und wurde im gleichen Jahr Richter des High Court, wo er in der Chancery Division tätig war. Von 1983 bis 1985 war er Lord Justice of Appeal. 1983 wurde er Mitglied des Privy Council.
Von 1985 bis 1991 war er Vizekanzler (Vice-Chancellor) des Supreme Court und von 1991 bis 1998 Lord of Appeal in Ordinary. Browne-Wilkinson verfasste das Vorwort für das 1997 erschienene Buch Judicial Review. Seit 2001 war er auch als Mediator tätig. Er beschäftigte sich vor allem mit den Bereichen Handels- und Vermögensrecht, Treuhand- und Stiftungsrecht, Verwaltungsrecht und Internationales Privatrecht.
Browne-Wilkinson lebte in London. Er starb im Juli 2018 im Alter von 88 Jahren an den Folgen einer Parkinson-Erkrankung.

## Mitgliedschaft im House of Lords
Am 1. Oktober 1991 wurde er zum Life Peer als Baron Browne-Wilkinson, of Camden in the London Borough of Camden ernannt. Seine Antrittsrede im House of Lords hielt er am 19. November 1991.
Browne-Wilkinson sprach in den 1990er Jahren zur Charities Bill, Pensionen im Justizdienst und zur Human Rights Bill. Am 4. März 2004 meldete er sich zum letzten Mal zu Wort, zum Thema Antiterrorgesetzgebung.
Von 1998 bis 2000 war er Senior Lord of Appeal in Ordinary, sein Nachfolger wurde Thomas Henry Bingham. 1999 war er einer von sieben Law Lords, die über eine mögliche Auslieferung von Augusto Pinochet an Spanien zu entscheiden hatten. In einem Interview mit The Lawyer beklagte Browne-Wilkinson im Mai 1999 den hohen Anteil von Fällen, die die Staaten der Karibik betrafen.
Auf der Grundlage der seit dem Fall Bolam v Friern Hospital Management Committee [1957] entwickelten britischen Rechtsprechung zum Arzthaftungsrecht nahm Browne-Wilkinson im Anschluss an die Entscheidung Bolitho v. City and Hackney Health Authority [1997] in House of Lords Stellung. Browne-Wilkinson führte aus, dass die Entscheidung darüber, ob bei der medizinischen Behandlung die Einhaltung medizinischer Standards (sog. Bolam-Test) gegeben gewesen sei, stets beim Gericht, und nicht bei der Ärzteschaft liege. Insbesondere könne sich die beklagte Krankenhausbehörde nicht dadurch haftungsrechtlich exkulpieren, dass sie beweise, sie würde in keinem Fall gehandelt haben.
Browne-Wilkinson verkündete die Urteile des Privy Council für den Fall Tan Te Lam v Superintendent of Tai A Chau Detention Centre, ein vietnamesisches Flüchtlingszentrum in Hongkong und unter britischer Administration, als sich der Vorfall 1997 ereignete. Diese Urteile wurden seitdem weltweit in Immigrationsfällen berücksichtigt.
Seine Anwesenheit an Sitzungstagen hielt sich Ende der 1990er Jahre im geringen zweistelligen, einige Jahre später noch im einstelligen Bereich. Zum letzten Mal war er in der Sitzungsperiode 2006/2007 anwesend gewesen. Zuvor war er bereits zwei Sitzungsperioden abwesend. Nach dem Ende seiner Beurlaubung wurde er vereinzelt wieder aktiv. Am 1. März 2016 schied er freiwillig aus dem House of Lords aus.

## Ehrungen
Browne-Wilkinson war Honorary Fellow des American College of Trial Lawyers, des American Law Institute, des St Edmund Hall (1987), des Magdalen College sowie des St Hugh's College.
Die UEA ehrte ihn mit dem Ehrendoktortitel Doctor of Laws und 1977 wurde ihm der Titel Knight Bachelor verliehen.

## Familie
Browne-Wilkinson heiratete 1955 Ursula Bacon, Tochter von Cedric de Lacy Bacon. Aus der Ehe gingen fünf Kinder hervor, drei Söhne und zwei Töchter. Nachdem seine Ehefrau 1987 starb, ehelichte er 1990 Hilary Isabella Jane Warburton, Tochter von Professor James Wilfred Warburton.

## Veröffentlichungen
- Judicial Review, Butterworths Law, 1997, ISBN 978-0-406-89302-4 (Vorwort)